# 211 v.Chr.
Het jaar 211 v.Chr. is een jaartal volgens de christelijke jaartelling.

## Gebeurtenissen

### Italië
- Publius Sulpicius Galba Maximus en Gnaeus Fulvius Centumalus zijn consul in het Imperium Romanum.
- In de Romeinse Republiek worden de denarius en de sestertius voor het eerst geslagen.
- Tweede Slag om Capua: De Romeinen belegeren in Campanië voor de tweede maal Capua. Hannibal Barkas marcheert naar Rome en bedreigt bij de stadsmuren het Romeins garnizoen. Hannibal probeert het beleg van Capua te breken, dit mislukt en de stad wordt ingenomen.

### Carthago
- Slag bij de Boven-Baetis: Hasdrubal Barkas verslaat in Spanje aan de bovenloop van de rivier de Guadalquivir, een Romeins leger onder bevel van Publius Cornelius Scipio I. De Romeinen worden door het Carthaagse leger gedwongen zich terug te trekken, Publius Scipio sneuvelt tijdens felle gevechten tegen de Numidische lichte cavalerie van Massinissa.
- Gnaeus Cornelius Scipio Calvus lijdt met het Romeinse leger een nederlaag in Andalusië. Op de terugtocht wordt Gnaeus Scipio in een hinderlaag gelokt en door Iberische stammen bij Carthago Nova gedood.
- De Carthagers onder Hannibal Mago heroveren de vestingstad Saguntum en het gebied ten zuiden van de rivier de Ebro.

### Perzië
- Arsaces II (211 - 191 v.Chr.) volgt zijn vader Arsaces I op als koning van Parthië. Het expeditieleger van Antiochus III de Grote verovert Hecatompylos, de hoofdstad van de Parthen.

### Griekenland
- Sparta, Elis en Messenië sluiten zich aan bij de Aetolische Bond tegen Philippus V van Macedonië.

## Overleden
- Arsaces I, koning van Parthië
- Gnaeus Cornelius Scipio Calvus, Romeins veldheer en broer van Publius Scipio
- Publius Cornelius Scipio I, Romeins consul en veldheer tijdens de Tweede Punische Oorlog